# 제35회 모스크바 국제 영화제
제35회 모스크바 국제 영화제는 2013년 6월 20일에 열린 시상식이다.

## 수상 및 후보

### 감독상
- 레바논 감정 - 정영헌 수상

### 비경쟁부문
- 공정사회 - 이지승
- 레바논 감정 - 정영헌
- 사라진 기억 - 크리스티나 부오지테